# 톰과 제리 쇼
《톰과 제리 쇼》(The Tom and Jerry Show)는 윌리엄 해나와 조지프 바베라가 만든 극장 만화 《톰과 제리》에 나오는 캐릭터들을 바탕으로 2014년부터 제작된 미국의 텔레비전 애니메이션이다. 첫 방송은 2014년 3월 1일 캐나다의 애니메이션 채널 텔레툰을 통해 이루어졌으며, 이후 미국에서 카툰 네트워크를 통해 2014년 4월 9일부터 방송되었다. 대한민국에서는 2014년 7월 21일부터 카툰네트워크에서 방송되었다. 2024년 10월 19일부터 카툰네트워크에서 방송 재시작 된다.

## 제작
《톰과 제리 쇼》는 워너 브라더스 애니메이션과 레니게이드 애니메이션이 제작하였는데, 레니게이드는 대럴 밴시터스(Darrel Van Citters)와 에슐리 포스텔웨이트(Ashley Postelwaite)의 감독 하에 작품 제작을 담당했다. 《톰과 제리 쇼》는 원래 2014년으로 미루어지기 전인 2013년에 카툰 네트워크를 통해 선보일 계획이었다. 이 작품은 《톰과 제리》 시리즈 중 두 번째로 16:9 비율로 제작되었고 어도비 플래시로 제작된 첫 시리즈이며, 카툰 네트워크에서 TV-PG 등급을 받았다.

## 에피소드
| 시즌 | 시즌 | 회수 | 방송 날짜       | 방송 날짜       |
| 시즌 | 시즌 | 회수 | 시즌 시작       | 시즌 종료       |
| ---- | ---- | ---- | --------------- | --------------- |
|      | 1    | 52   | 2014년 4월 9일  | 2014년 8월 4일  |
|      | 2    | 78   | 2016년 2월 6일  | 2017년          |
|      | 3    | 78   | 2017년 10월 2일 | 2019년          |
|      | 4    | 78   | 2019년          | 2021년 2월 19일 |

## 출연진
- 제이슨 알렉산더 - 릭
- 그레이 딜라일그리핀 - 진저
- 릭 지에프 - 스파이크, 바클리, 스키드, 더치
- 르네 무히카
- 크리 서머 - 비티
- 레이첼 맥팔레인 - 힐디, Mummy
- Joey D'Auria - 부치, Meathelda
- 게리 콜 - 〈미인을 조심하세요〉편 내레이터
- 크리스 파넬 - "The Great Outdoors" Narrator
- 톰 케니 - 빅비 박사
- 니카 퍼터먼 - 폴리
- 찰리 애들러 - 폴리네 엄마
- 앨리신 패커드 - 투들스
- 사이먼 헬버그 - 나폴레옹
- 캐스 수시 - 터피
- 샘 크워스만 - Quacker
- 데이브 비 미첼
- 에릭 바우자 - Skunk
- 필 롤라 - Monkey
- 줄리 위트너 - 버니, 록시
- 로빈 앳킨 다운즈 - 마빈
- 찰리 슐래터 - 그레이슨
- 카리 월그렌 - 투스
- 폴 루벤스 - 폰티우스

- 셰리 오테리 - 아나운서
- 케빈 마이클 리차드슨 - 한니발, 불독
- 리차드 단하클, 에릭 볼리바르 - 톰
- 트레스 맥네일 - 제리
- 패짓 브루스터 - 마녀
- 닐 로스 - 프랑켄슈타인 박사
- 조지 키더 - 루퍼트
- 레슬리 니콜 - 하녀
- 수잔 실로 - 루엘라
- 니키 브라이어 - 신디
- 제넬 린 랜달 - 머틀
- 마이클 네이선슨 - 룸펠슈틸트스킨
- 길다트 잭슨 - 학장
- 짐 피독 - 천시
- 스티브 블룸 - 드라큘라
- 마리에브 헤링톤 - 엘렌
- 캐시 카바디니 - 미씨
- 타라 스트롱 - 이빨 요정
- 크리스티나 푸첼리 - 마틸다
- 이베트 니콜 브라운 - 흉내지빠귀 부인
- 패튼 오스왈트 - 카버
- 길버트 갓프리드 - 요정
- 제이슨 하이타워 - 붉은
- 커트우드 스미스 - 스콧
- 질 탤리 - 공작부인
- 로버트 케이트 - 칼튼
- 마리아 뱀포드 - 클레어 이모
- 수잔 블레이크슬리 - 루엘라 (시즌 2)
- 로리 앨런 - 엄마 코요테

- 다이앤 미셸 - 여자 이름
- 낸시 리나리 - 로즈마리
- 칸디 밀로 - 모드
- 바네사 마샬 - 새끼 물개
- 제니퍼 헤일 - 빌리 염소
- 마일레 플라나간 - 버니스
- 벤 디스킨 - 조지
- 샌디 폭스 - 버트람의 아내
- 케이트 히긴스 - 나리
- 킴벌리 브룩스 - 투디
- 스테파니 셰 - 화성인
- 데이브 보트 - 에이스
- 키프 반덴휴벨 - 암브로스
- 모리스 라마르슈 - 그런트맨
- 아놀드 리빙스턴 가이스 - 노래하는 오페라 테너
- 필 라마르 - 톰의 그림자
- 션 케닌 - 스크루이
- 빌 파머 - 아일랜드 개 부치
- 코리 버튼 - 미친 개
- 제이크 그린 - 제이크
- 키스 퍼거슨 - 로코
- 프랭크 웰커 - 타이크
- 디 브래들리 베이커 - 좀비 고양이